# دادگاه عالی پنانگ
دادگاه عالی پنانگ (به انگلیسی: Penang High Court) که در سال ۱۸۰۸ تأسیس شد، خاستگاه نظام دادگستری مالزی است. درون یک ساختمان با سبک پالادیان در خیابان لایت استریت، شهر جرج تاون، ایالت پنانگ جای گرفته است. تا امروز، دادگاه عالی در رأس سلسله مراتب دادگاه‌های پنانگ قرار داشته است.
ساختمان دادگستری کنونی در دههٔ ۱۹۹۰ ساخته شد تا جایگزین ساختمان اولیه ای شود که در سال ۱۸۰۹ در همان محل احداث شده بود. دادگاه عالی پنانگ که آن زمان به دیوان عالی معروف بود، در سال ۱۸۰۸ در حوالی فورت کورن‌والیس استقرار یافته بود و اولین دادگاه از این نوع در شبه‌جزیره مالایی است که ایجاد شد. استقرار آن همچنین سرآغازی بر سیستم حقوقی مدرن در مالایا بود که به تدریج تکامل یافت تا به نظام دادگستری مالزی کنونی تبدیل شد.